# Albánský lek
Lek (množné číslo lekë) je zákonným platidlem Albánie. Jeho ISO 4217 kód je ALL. Jedna setina leku se nazývá qindarkë (množné číslo qindarka). Pro svoji nízkou kupní hodnotu se v oběhu ovšem nevyskytují žádné mince v nominálních hodnotách qindarka.

## Vznik a vývoj měny
Albánie používala až do získání samostatnosti na Osmanské říši v roce 1912 osmanský monetární systém. Mezi roky 1912 a 1926 kolovaly na albánském území mince a bankovky států, které byly zapojeny do Latinské monetární unie (především francouzský frank, řecká drachma, italská lira) i rakousko-uherská koruna.
V roce 1926 byla zavedena národní albánská měna Franga (albánské pojmenování pro frank), která se dělila na 5 leků.
Během 2. světové války byla albánská měna pevně navázaná na italskou liru (v poměru 1 franga = 6,25 italských lir, období 1939–1943) a později na německou marku (v poměru 1,25 franga = 1 marka, období 1943–1945). V listopadu byla albánská měna oficiálně přejmenována na lek. Zároveň byla vytvořena měnová unie mezi Albánií a Jugoslávií. Jejich měny měly paritní hodnotu (1 lek = 1 jugoslávský dinár). Tato unie byla zrušena v roce 1948 a albánský lek se pevně navázal pro změnu na sovětský rubl v poměru 12,5 leků = 1 rubl. Po rozpadu Východního bloku začala být zdejší měna volně směnitelná a začala se objevovat inflace. Zatímco v roce 1988 základní potraviny měly cenu několika leků, dnes mají hodnotu stovek, a to i přesto, že proběhlo několik měnových reforem.

## Mince a bankovky
- Všechny mince mají na aversní straně vyobrazenou hodnotu s ratolestmi, a na zadní straně nápis „Republika e Shqipërisë“ (česky Albánská republika). V oběhu se vyskytují mince o nominálních hodnotách 1, 5, 10, 20, 50, 100 lekë.
- Bankovky jsou v oběhu v následujících hodnotách: 200, 500, 1000, 2000, 5000, 10 000 lekë.

|  |  | 1 lekë   | 18 mm   | Nápis „Republika e Shqipërisë“ (Albánská republika) napsaný podél horního oblouku; rok ražby dole; pelikán uprostřed.                                                                                 |
|  |  | 5 lekë   | 20 mm   | Nápis „Republika e Shqipërisë“ (Albánská republika) napsaný podél horního oblouku; rok ražby dole; orel na albánské vlajce uprostřed                                                                  |
|  |  | 10 lekë  | 21,2 mm | Nápis „Republika e Shqipërisë“ (Albánská republika) napsaný podél horního oblouku; rok ražby dole; hrad Berat uprostřed                                                                               |
|  |  | 20 lekë  | 22,5 mm | Nápis „Republika e Shqipërisë“ (Albánská republika) napsaný podél horního oblouku; rok ražby dole; liburnská loď uprostřed.                                                                           |
|  |  | 50 lekë  | 24,2 mm | Nápis „Republika e Shqipërisë“ (Albánská republika) napsaný podél horního oblouku; rok ražby dole; Král Gent z Illyrie uprostřed                                                                      |
|  |  | 100 lekë | 24,7 mm | Nápis „Republika e Shqipërisë“ (Albánská republika) napsaný podél horního oblouku; „Teuta, Mbretëresha ilire“ podél spodního oblouku; Teuta, ilyrská královna zobrazená uprostřed a rok ražby pod ní. |

| Bankovky 9. série | Bankovky 9. série | Bankovky 9. série | Bankovky 9. série | Bankovky 9. série | Bankovky 9. série | Bankovky 9. série         | Bankovky 9. série |
| Vyobrazení        | Vyobrazení        | Hodnota           | Rozměry           | Barva             | Barva             | Osobnost                  | Osobnost          |
| Líc               | Rub               | Hodnota           | Rozměry           | Barva             | Barva             | Osobnost                  | Osobnost          |
| ----------------- | ----------------- | ----------------- | ----------------- | ----------------- | ----------------- | ------------------------- | ----------------- |
|                   |                   | 200 lekë          | 125× 65 mm        |                   | hnědá             | Naim Frashëri             |                   |
|                   |                   | 500 lekë          | 132× 69 mm        |                   | modrá             | Ismail Kemali             |                   |
|                   |                   | 1000 lekë         | 139× 69 mm        |                   | zelená            | Pjetër Bogdani            |                   |
|                   |                   | 2000 lekë         | 132× 69 mm        |                   | fialová           | Gentios                   |                   |
|                   |                   | 5000 lekë         | 153× 72 mm        |                   | žlutá             | Skanderbeg                |                   |
|                   |                   | 10000 lekë        | 160× 72 mm        |                   | červená           | Aleksander Stavre Drenova |                   |